# Work Time
Work Time — студійний альбом американського джазового саксофоніста Сонні Роллінса, випущений у 1956 році лейблом Prestige Records.

## Опис
Після курсу лікування від наркотичної залежності у 1955 році Сонні Роллінс переїхав до Чикаго. Наприкінці року приєднався до квінтету Кліффорда Брауна-Макса Роуча, записав з ним два альбоми Clifford Brown and Max Roach at Basin Street і Work Time. 
Цей альбом Роллінса був записаний на лейблі Prestige Records в складі квартету, до якого увійшли піаніст Рей Браянт, контрабасист Джордж Морроу і ударник Макс Роуч. Запис відбувся 2 грудня 1955 року на студії Van Gelder Studio в Гекенсеку (Нью-Джерсі).  
Серед композицій «There's No Business Like Show Business» Ірвінга Берліна, «Raincheck» Біллі Стрейгорна, «It's All Right with Me» Коула Портера.

## Список композицій
1. «There's No Business Like Show Business» (Ірвінг Берлін) — 6:20
2. «Paradox» (Сонні Роллінс) — 5:00
3. «Raincheck» (Біллі Стрейгорн) — 6:00
4. «There Are Such Things» (Абель Баер, Стенлі Адамс) — 9:32
5. «It's All Right with Me» (Коул Портер) — 6:06

## Учасники запису
- Сонні Роллінс — тенор-саксофон
- Рей Браянт — фортепіано
- Джордж Морроу — контрабас
- Макс Роуч — ударні

Технічний персонал
- Боб Вейнсток — продюсер
- Руді Ван Гелдер — інженер
- Айра Гітлер — текст до обкладинки